# Championnat de France de balle au tambourin 2011
 (juin 2021).
Navigation
2010 2012
La saison 2011 du Championnat de France de balle au tambourin est la 58e édition de cette épreuve. La compétition débute le 9 avril avec au programme de la première journée des rencontres Cournonsec-ND de Londres, Viols-le-Fort-Gignac, Cazouls-d'Hérault-Cournonterral et Vendémian-Montarnaud (le 10).

## Les équipes
| Equipe                                      | Ville                           |
| ------------------------------------------- | ------------------------------- |
| Association sportive cazouline du tambourin | Cazouls-d'Hérault (Hérault)     |
| Tambourin club Cournonsecois                | Cournonsec (Hérault)            |
| Tambourin club Cournonterralais (promu)     | Cournonterral (Hérault)         |
| Tambourin club gignacois (promu)            | Gignac (Hérault)                |
| Tambourin club montarnéen                   | Montarnaud (Hérault)            |
| Tambourin Club Londonien                    | Notre-Dame-de-Londres (Hérault) |
| Vendémian tambourin                         | Vendémian (Hérault)             |
| Tambourin club de Viols-le-Fort             | Viols-le-Fort (Hérault)         |

## Saison régulière
14 journées sont au programme du 9 avril au 23 juillet.

### Résultats
| Résultats (▼dom., ►ext.)                                   | CAZ   | CSEC | CTER | GIG  | MON   | NDL  | VEN  | VIO  |
| AS Cazouls-d'Hérault                                       |       | J13  | 13-4 | J11  | J09   | J10  | J05  | J07  |
| TC Cournonsec                                              | J06   |      | J03  | J09  | J11   | 8-13 | J07  | J12  |
| TC Cournonterral                                           | J08   | J10  |      | J14  | J12   | J06  | J04  | 13-8 |
| TC Gignac                                                  | J04   | 13-9 | J07  |      | J13   | J05  | J10  | J08  |
| TC Montarnaud                                              | 10-13 | J04  | J05  | J06  |       | J07  | J08  | J10  |
| TC Notre-Dame-de-Londres                                   | J03   | J08  | J13  | J12  | J14   |      | 8-13 | J04  |
| Vendémian Tambourin                                        | J12   | J14  | J11  | J03  | 12-12 | J09  |      | J06  |
| TC Viols-le-Fort                                           | J14   | J05  | J09  | 13-9 | J03   | J11  | J13  |      |
| - Victoire à domicile - Match nul - Victoire à l'extérieur |       |      |      |      |       |      |      |      |

### Classement
| Rang | Club                     | J | V | N | D | Pts | Dif. |
| 1er  | AS Cazouls-d'Hérault     | 2 | 2 | 0 | 0 | 6   | +12  |
| 2e   | Vendémian Tambourin      | 2 | 1 | 1 | 0 | 5   | +5   |
| 3e   | TC Notre-Dame-de-Londres | 2 | 1 | 0 | 1 | 4   | 0    |
| 3e   | TC Gignac                | 2 | 1 | 0 | 1 | 4   | 0    |
| 5e   | TC Viols-le-Fort         | 2 | 1 | 0 | 1 | 4   | -1   |
| 6e   | TC Cournonterral         | 2 | 1 | 0 | 1 | 4   | -4   |
| 7e   | TC Montarnaud            | 2 | 0 | 1 | 1 | 3   | -3   |
| 8e   | TC Cournonsec            | 2 | 0 | 0 | 2 | 2   | -9   |

## Poule des champions
Les quatre premiers de la saison régulière prennent part à la poule des champions. Six journées sont au programme du 12 août au 24 septembre.

### Classement
| Rang | Club | J | V | N | D | Pts |
| 1er  |      |   |   |   |   |     |
| 2e   |      |   |   |   |   |     |
| 3e   |      |   |   |   |   |     |
| 4e   |      |   |   |   |   |     |

## Poule de maintien
Les quatre derniers de la saison régulière prennent part à la poule de maintien. Six journées sont au programme du 12 août au 24 septembre. Le dernier est relégué et l'avant-dernier dispute un match de barrage contre le deuxième de la N2. Ce match de barrage est prévu le 2 octobre.

### Classement
| Rang | Club | J | V | N | D | Pts |
| 1er  |      |   |   |   |   |     |
| 2e   |      |   |   |   |   |     |
| 3e   |      |   |   |   |   |     |
| 4e   |      |   |   |   |   |     |